# Isoneuromyia lutea
Isoneuromyia lutea är en tvåvingeart som beskrevs av Freeman 1951. Isoneuromyia lutea ingår i släktet Isoneuromyia och familjen platthornsmyggor. Inga underarter finns listade i Catalogue of Life.